# Cztery dni Neapolu (film)
Cztery dni Neapolu (wł. Le quattro giornate di Napoli) – włoski dramat wojenny z 1962 w reżyserii Nanniego Loy. Film opowiada o antyhitlerowskim powstaniu mieszkańców Neapolu, które miało miejsce w 1943 roku.
Obraz był dwukrotnie nominowany do nagrody Oscara.

## Obsada
- Franco Sportelli – jako prof. Rosati
- Aldo Giuffre – jako Pitrella
- Regina Bianchi – jako Concetta Capuozzo
- Charles Belmont – jako marynarz
- Lea Massari – jako Maria
- Jean Sorel – jako Livornese
- Luigi De Filippo – jako Cicillo
- Raffaele Barbato – jako Ajello
- Enzo Turco – jako Valente
- Pupella Maggio – jako matka Arturo
- Dominico Formato – jako Gennaro Capuozzo

## Produkcja
Zdjęcia kręcono w Neapolu, Salerno, Rzymie i Gaecie.